# Skeleton under vinter-OL 2018
Skeleton under vinter-OL 2018 blev arrangert i Alpensia Sliding Center mellem 15. og 17. februar 2018. Der blev konkurrert i to øvelser: Single for mænd og single for kvinder. Der deltog 50 udøvere.

## Medaljeoversigt

### Medaljefordeling
| Skeleton under Vinter-OL 2018 – Pyeongchang | Skeleton under Vinter-OL 2018 – Pyeongchang | Skeleton under Vinter-OL 2018 – Pyeongchang | Skeleton under Vinter-OL 2018 – Pyeongchang | Skeleton under Vinter-OL 2018 – Pyeongchang | Skeleton under Vinter-OL 2018 – Pyeongchang |
| ------------------------------------------- | ------------------------------------------- | ------------------------------------------- | ------------------------------------------- | ------------------------------------------- | ------------------------------------------- |
| Nr.                                         | Land                                        | Guld                                        | Sølv                                        | Bronze                                      | Totalt                                      |
| 1                                           | Storbritannien                              | 1                                           | 0                                           | 2                                           | 3                                           |
| 2                                           | Sydkorea                                    | 1                                           | 0                                           | 0                                           | 1                                           |
| 3                                           | Tyskland                                    | 0                                           | 1                                           | 0                                           | 1                                           |
| 3                                           | Olympiske atleter fra Rusland               | 0                                           | 1                                           | 0                                           | 1                                           |
| Total                                       | Total                                       | 2                                           | 2                                           | 2                                           | 6                                           |

### Medaljevindere
| Event    | Guld                           | Guld    | Sølv                                            | Sølv    | Bronze                           | Bronze  |
| -------- | ------------------------------ | ------- | ----------------------------------------------- | ------- | -------------------------------- | ------- |
| Mænds    | Yun Sung-bin · Sydkorea        | 3.20.55 | Nikita Tregubov · Olympiske atleter fra Rusland | 3.22.18 | Dominic Parsons · Storbritannien | 3.22.20 |
| Kvinders | Lizzy Yarnold · Storbritannien | 3:27.28 | Jacqueline Lölling · Tyskland                   | 3:27.73 | Laura Deas · Storbritannien      | 3:27.90 |